# Yasuharu Sorimachi
Pour les articles homonymes, voir Sorimachi.
Yasuharu Sorimachi (反町 康治, Sorimachi Yasuharu) est un footballeur japonais, né le 8 mars 1964, à Saitama, dans la préfecture de Saitama, au Japon.

## Parcours d'entraineur
- Albirex Niigata : jan. 2001-déc. 2005
- Shonan Bellmare : jan. 2009-déc. 2011
- Matsumoto Yamaga : depuis jan. 2012